# Vyčkávací munice

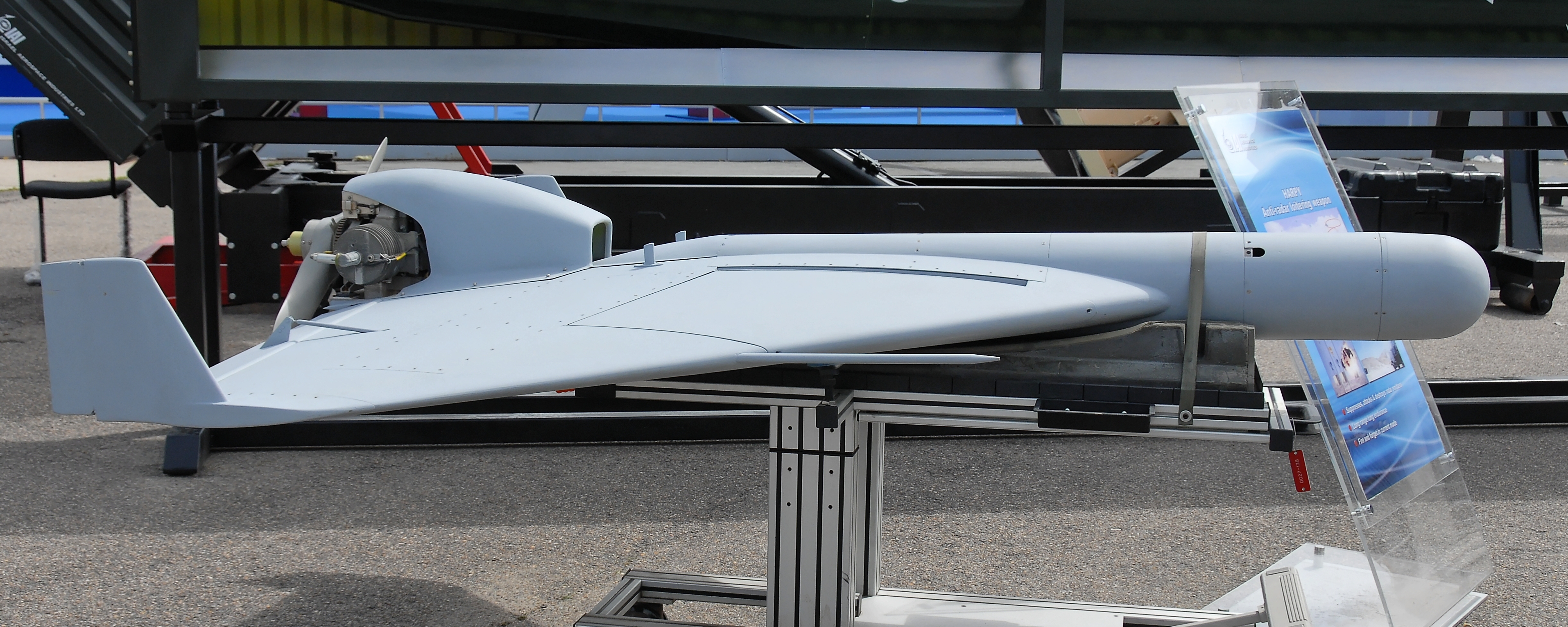
Izraelský IAI Harpy – první generace izraelských kamikaze dronů – na pařížském aerosalonu Le Bourget 2007

Vyčkávací munice (anglicky loitering munition), také označovaná jako sebevražedný dron nebo kamikadze dron, je kategorie leteckých zbraňových systémů, které po určitou dobu vyčkávají v cílové oblasti a útočí až tehdy, když je cíl lokalizován. Vyčkávací munice tak umožňuje rychlejší reakční časy proti skrytým cílům, které se objeví jen na krátkou dobu. Přitom je lze zasáhnout na větší dálku a systém umožňuje selektivnější zaměřování, protože útok lze snadno zrušit.
Vyčkávací munice vyplňuje prostor mezi řízenými střelami a bezpilotními bojovými letouny (UCAV) a sdílí některé vlastnosti s oběma těmito příbuznými zbraňovými systémy. Od střel s plochou dráhou letu se liší tím, že se zdržují relativně dlouhou dobu poblíž cílové oblasti, a od UCAV tím, že vyčkávací munice při útoku vybuchne a zanikne, protože má vestavěnou bojovou hlavici. Lze ji proto také považovat za netradiční formu střelné zbraně.
Vyčkávací zbraně se poprvé objevily v 80. letech 20. století jako systém pro potlačení protivzdušné obrany protivníka (SEAD) určený proti raketám země-vzduch (SAM) a v 90. letech byly nasazeny v roli SEAD v řadě armád. Počínaje rokem 2000 získávaly další role, od útoků na relativně dlouhé vzdálenosti a palebnou podporu až po taktické bojové systémy s velmi krátkým dosahem, které může přenášet jeden voják na zádech.